# Tío Alberto
Tío Alberto é uma telenovela mexicana exibida pela Azteca e produzida por Rossana Arau e Luis Vélez em 2000. 
Foi protagonizada por Héctor Bonilla e Verónica Merchant com antagonização de Mark Tacher.

## Elenco
- Héctor Bonilla .... Tío Alberto Sotomayor
- Verónica Merchant .... Marcela Díaz
- Mark Tacher .... Eduardo Soler Sotomayor
- José Alonso .... Enrique Sotomayor
- Verónica Langer .... Maruja Sotomayor vda. de Soler
- Monserrat Ontiveros .... Alina Lozano de Sotomayor
- Gabriel Porras .... Pedro
- José Carlos Rodríguez .... Fernando Arevalo
- Mónica Dionne .... Flor Soler Sotomayor de Arevalo
- Andrea González .... Albertina Arevalo Soler
- Ramón Rivera .... Albertito Arevalo Soler
- Carlos Torres Torrija .... Jacobo
- Fabiana Perzabal .... Karla
- María del Carmen Farías .... Rosa María
- Alejandra Prado .... Rosario
- Mauricio Fernández ....  Álvaro Sotomayor Lozano
- Lorenza Hegewischz .... Susana
- Carmen Delgado .... Vanessa
- América Gabriel .... Silvia